# Donna/La Bamba
Donna/La Bamba è il secondo singolo di Ritchie Valens, pubblicato nel 1958.

## Descrizione
Mentre Donna è un brano scritto dallo stesso Valens, La Bamba è una versione del brano tradizionale messicano La Bamba, e sull'etichetta è riportato "Adapted by Ritchie Valens, mentre nelle ristampe successive Valens venne accreditato come autore del brano.
I due brani furono registrati negli studi Gold Star Studios di Los Angeles e furono inseriti l'anno successivo nell'album Ritchie Valens.

## Tracce
Lato A
1. Donna – 2:20 (Ritchie Valens; edizioni musicali Kemo Music)

Lato B
1. La Bamba – 2:05 (Tradizionale; edizioni musicali Kemo Music)

## Formazione
- Ritchie Valens: voce, chitarra
- Earl Palmer: batteria
- Buddy Clark: basso
- Rene Hall: chitarra
- Irving Ashby: chitarra
- Carol Kaye: chitarra
- Ernie Freeman: pianoforte in La bamba

## Pubblicazioni
Il singolo è stato pubblicato nel formato in disco in vinile a 45 giri a partire dall'anno successivo (tranne in India, in cui fu pubblicato sempre nel 1958):
- India (London Records, 45-HL 8803)[3]
- Regno Unito (London Records, 45-HL 8803)[4]
- Nuova Zelanda (London Records, 45-NZL.370)[5]
- Germania (Polydor, 66 910)[6]
- Canada (Apex, 9-76402)[7]
- Paesi Bassi (London American Recordings, FLX 3103)[8]

In alcuni paesi il disco venne pubblicato con i lati invertiti (Donna sul lato B e La Bamba sul lato A):
- Australia (London Records, 45-HL-1474)[9]

In altri paesi è invece stato stampato in disco in gommalacca a 78 giri:
- Sudafrica (Decca Records, FM 6669)[10]
- Regno Unito (London Records, HL.8803)[11]
- Nuova Zelanda (London Records, NZL.370)[12]

## Classifiche
| Classifica (1959)                            | Massima posizione |
| -------------------------------------------- | ----------------- |
| U.S. Billboard Hot 100                       | 22                |
| U.S. Billboard Hot 100                       | 1                 |
| U.S. Billboard Hot Country Singles & Tracks  | 57                |
| U.S. Billboard Hot Latin Tracks              | 1                 |
| U.S. Billboard Mainstream Rock Tracks        | 11                |
| U.S. Billboard Hot Adult Contemporary Tracks | 4                 |